# Wencke Meteling
Wencke Meteling  (* 2. August 1975) ist eine deutsche Historikerin.

## Leben
Meteling studierte Neuere und Mittelalterliche Geschichte sowie französische Literaturwissenschaft im Rahmen des integrierten deutsch-französischen Magister-/Maîtrise-Studiengangs „TübAix“ an der Eberhard Karls Universität Tübingen und der Université de Provence Aix-Marseille I. Von 2002 bis 2004 war sie wissenschaftliche Mitarbeiterin am Tübinger Sonderforschungsbereich 437 („Kriegserfahrungen. Krieg und Gesellschaft in der Neuzeit“). Außerdem lehrte sie am Historischen Seminar der Universität und am Leibniz Kolleg in Tübingen. Von 2006 bis 2009 vertrat sie die Assistenz am Seminar für Neuere Geschichte der Philipps-Universität Marburg. 2008 wurde sie an der Universität Tübingen zum Dr. phil. (summa cum laude) promoviert.
Von 2009 bis 2017 war sie Akademische Rätin auf Zeit (Wissenschaftliche Assistentin) am Seminar für Neuere Geschichte (Eckart Conze) an der Universität Marburg. 2014 übernahm sie gemeinsam mit Eckart Conze zusätzlich die Teilprojektleitung CO1 („‚Erweiterte Sicherheit‘. Die Veränderung von Staatlichkeit nach dem Ende des Booms“) am Sonderforschungsbereich / Transregio 138 („Dynamiken der Sicherheit. Formen der Versicherheitlichung in historischer Perspektive“). Als Feodor Lynen Postdoctoral Research Fellow der Alexander von Humboldt-Stiftung forschte sie ein Jahr (2013/14) am Wolfson College und der History Faculty der University of Cambridge, als Gerald D. Feldman-Reisestipendiatin der Max Weber Stiftung außerdem einige Wochen in Washington, D.C. und London. 2018/19 hatte sie ein DAAD Visiting Postdoctoral Fellowship an der Paul H. Nitze School of Advanced International Studies (SAIS) der Johns Hopkins University in Washington, D.C. inne. 
Ihre Forschungsschwerpunkte umfassen u. a. Wirtschafts- und Sozialpolitik Deutschlands und Großbritanniens, Geschichte der Globalisierung und Neoliberalisierung, Neue Kriegs- und Militärgeschichte, Historische Sicherheitsforschung, Adels- und Elitengeschichte sowie Stadtgeschichte.
Sie ist u. a. Mitglied im Verband der Historiker und Historikerinnen Deutschlands (seit 2014 aktiv im Komitee der Arbeitsgruppe „Internationale Geschichte“), im Arbeitskreis Militär und Gesellschaft in der frühen Neuzeit, im Arbeitskreis Historische Friedensforschung und im Arbeitskreis Großbritannien-Forschung (seit 2016 als stellvertretende Vorsitzende) sowie in der International Society for First World War Studies und im Arbeitskreis Militärgeschichte, für den sie als Redakteurin „Aufsätze & Essays“ und seit 2015 im Vorstand (Schriftführerin) tätig ist. 2011/12 gehörte sie dem Direktorium des Internationalen Forschungs- und Dokumentationszentrums Kriegsverbrecherprozesse an.

## Auszeichnungen
- 2010: Werner-Hahlweg-Preis für Militärgeschichte (3. Preis) für Dissertation

## Schriften (Auswahl)
- mit Bernd Fuhrmann, Barbara Rajkay, Matthias Weipert: Geschichte des Wohnens. Vom Mittelalter bis heute. Wissenschaftliche Buchgesellschaft, Darmstadt 2008, ISBN 978-3-534-18422-4.
- Ehre, Einheit, Ordnung. Preußische und französische Städte und ihre Regimenter im Krieg, 1870/71 und 1914–19 (= Historische Grundlagen der Moderne. Bd. 1). Nomos, Baden-Baden 2010, ISBN 978-3-8329-5941-8.
- mit Eckart Conze, Jörg Schuster, Jochen Strobel (Hrsg.): Aristokratismus und Moderne. Adel als politisches und kulturelles Konzept, 1890–1945 (= Adelswelten. Bd. 1). Böhlau, Köln u. a. 2013, ISBN 978-3-412-21007-6.
- mit Ariane Leendertz (Hrsg.): Die neue Wirklichkeit. Semantische Neuvermessungen und Politik seit den 1970er-Jahren (= Schriften aus dem Max-Planck-Institut für Gesellschaftsforschung Köln. Bd. 86). Campus Verlag, Frankfurt am Main 2016, ISBN 978-3-593-50550-3.